# Kłepaczi (obwód chmielnicki)
Kłepaczi (ukr. Клепачі) – wieś na Ukrainie, w obwodzie chmielnickim, w rejonie szepetowskim, w hromadzie Hannopil. W 2001 liczyła 784 mieszkańców, spośród których 776 wskazało jako ojczysty język ukraiński, a 8 rosyjski.